# Cimitirul evreiesc din Iași
De-a lungul timpului au fost înființate două cimitire evreiești în Iași:
Cimitirul evreiesc Ciurchi Tătărași din Iași, cel mai vechi cimitir evreiesc din Țările Române (din secolul al XV-lea), a fost distrus în timpul regimului Antonescu în 1943-1944, o mică parte din oseminte fiind transferate în Cimitirul evreiesc „nou” din cartierul Păcurari. Pe o parte din terenul fostului cimitir există azi un parc (parcul Tătărași), iar pe o altă parte s-au construit blocuri. 
Cimitirul evreiesc „nou” din Iași, din cartierul Păcurari, este în uz din secolul al XIX-lea (anul 1881). Cimitirul conține circa 150.000 de morminte, în perioadă interbelică evreii reprezentând aproximativ jumătate din populația orașului. În prezent, acesta este cel mai mare cimitir evreiesc din România.
Aici se află „Parcela eroilor evrei căzuți la datorie în războiul pentru întregirea României 1916-1918”. Cimitirul „nou” conține și victimele Pogromului de la Iași în gropi comune. Aici s-au ridicat monumente în memoria acestui masacru precum și în memoria victimelor descoperite în 1945 în gropile comune de la Sculeni și a celor descoperite în 2010 în pădurea Vulturi. 

## Cimitirul evreiesc „nou” din Păcurari
Cimitirul evreiesc „nou” este situat în spatele cartierului Păcurari și a început să fie folosit din 1881. Pe o întindere de 26 de hectare se află circa 150.000 de morminte. Acest număr mare de morminte este explicat prin faptul că în perioadă interbelică evreii reprezentau jumătate din populația orașului, adica 45.000-50.000 de locuitori.
În acest cimitir se găsește „Parcela eroilor evrei căzuți la datorie în războiul pentru întregirea României 1916-1918”, unde sunt îngropați soldați evrei din timpul Primului Război Mondial.
Tot aici sunt îngropate în gropi comune victimele Pogromului de la Iași din 27-29 iunie 1941. Peste aceste morminte comune a fost ridicat un monument format din plăci de beton în formă de vagoane de tren, care sugerează celebrele „trenuri ale morții” când, în trei zile de pogrom au fost uciși 13.266 de evrei. 
În acest cimitir sunt și monumente care comemorează victimele descoperite în 1945 în gropile comune de la Sculeni și în 2010 la pădurea Vulturi. Alte gropi comune conțin o mica parte din osemintele cimitirului din Ciurchi care au fost transferate aici în 1943-1944 când acesta a fost distrus.

## Fostul cimitir evreiesc din Ciurchi (Tătărași)
Cimitirul „vechi” din Iași, primul cimitir evreiesc din Țările Române, a fost localizat în cartierul Tătărași, zona Ciurchi. Acesta conținea morminte din secolul al XV-lea, cel mai vechi datând din 1457 probabil fiind a unui medic evreu venit la Iași din Polonia pe vremea lui Ștefan cel Mare. Anul 1666 a fost anul recunoașterii așezării evreiești din oraș.
Cimitirul se întindea pe 5-7 hectare, conținând circa 10.000 de morminte în jurul cavoului rabinului din Ștefănești, și era împrejmuit de un zid de piatră de 3 metri. Acest vechi cimitir a fost însă distrus în 1943-44 din ordinul primarului legionar Constantin Ifrim, cu aprobarea mareșalului Ion Antonescu. In ziua de 7 august 1943 primarul a aprobat dărâmarea zidului înconjurător cu ajutorul a 200 de premilitari, evreii fiind invitați sa-și deshumeze morții. Pentru a nu se pune aceasta decizie in aplicare, Constantin Ifrim a cerut comunității o sumă uriașă de bani. Rabinii din Iași au organizat o greva a foamei. In cele din urmă s-a decis ca puținii bani pe care ii avea comunitatea să fie folosiți pentru educație și asistență socială. O sută de evrei săraci au fost puși să scoată din pământ osemintele a peste 100.000 de persoane. O mică parte dintre rămășițe au fost transportate în celălalt capăt al orașului cu căruțele și aruncate în gropi comune.
Pincu Kaiserman, președintele Comunității Evreiești din Iași își amintește:
|  | Aveam sarcina de a sparge fiecare cite trei pietre funerare pe zi, să dezgropăm morții si să-i băgăm în niște saci. Osemintele au fost aruncate apoi într-o groapa comună din cimitirul nou, din Păcurari. Foarte puține dintre pietrele funerare din Ciurchi au fost salvate. |

Potrivit unor surse, pietrele funerare au fost sparte în momentul dezafectării, ele fiind folosite pentru pavarea unor alei si drumuri. O parte a fost luată de vecini creștini, o altă parte a fost destinată consolidării alunecărilor de teren din Țicău. Terenul fostului cimitir a fost transformat parțial într-un parc (Parcul Tătărași) conform înțelegerii cu membrii comunității evreiești. Pe o alta parte a terenului au fost construite blocuri, în timpul construcției fiind găsite multe oseminte.
O placă montată de primăria Iașiului în 2016, comemorează acest fost cimitir ca fiind cel mai vechi cimitir evreiesc din România.

## Veziși
- Pogromul de la Iași
- Istoria evreilor în România
- Evreii din Principatul Moldovei

## Legăturiexterne
- Materiale media legate de Cimitirul evreiesc din Iași la Wikimedia Commons
- REGULAMENT Pentru stabilirea, funcționarea și administrarea Cimitirului Cultului Israelit din Cotuna Copou, Comuna Podgoria Copou, aprobată înființarea de Onor. Comitet Permanent al județului lași în ședința din 9 ianuarie 1881, comunicat cu ordinul d-lui Prefect, No. 339, csier.ro.
- Jewish Cemetery in Iasi Arhivat în 22 aprilie 2016, la Wayback Machine., Galerie foto de M. Sufitchi
- HISTORIC JEWISH SITES IN ROMANIA Arhivat în 3 februarie 2017, la Wayback Machine., și Attachment I: Pictures of Select Sites Arhivat în 3 februarie 2017, la Wayback Machine., United States Commission for the Preservation of America’s Heritage Abroad, 2010
- Memoria cimitirelor evreiești, Federația Comunităților Evreiești din România cu sprijinul Ministerului Culturii și Cultelor, 2007